# Henry Hudson Bridge
Die Henry Hudson Bridge ist eine überwiegend aus Stahl erbaute Mautbrücke in New York City. Sie verbindet den Stadtteil Spuyten Duyvil in der Bronx mit dem Stadtteil Inwood in Manhattan. Über die Brücke führt der Henry Hudson Parkway (New York State Route 9A, NY 9A).

## Geschichte

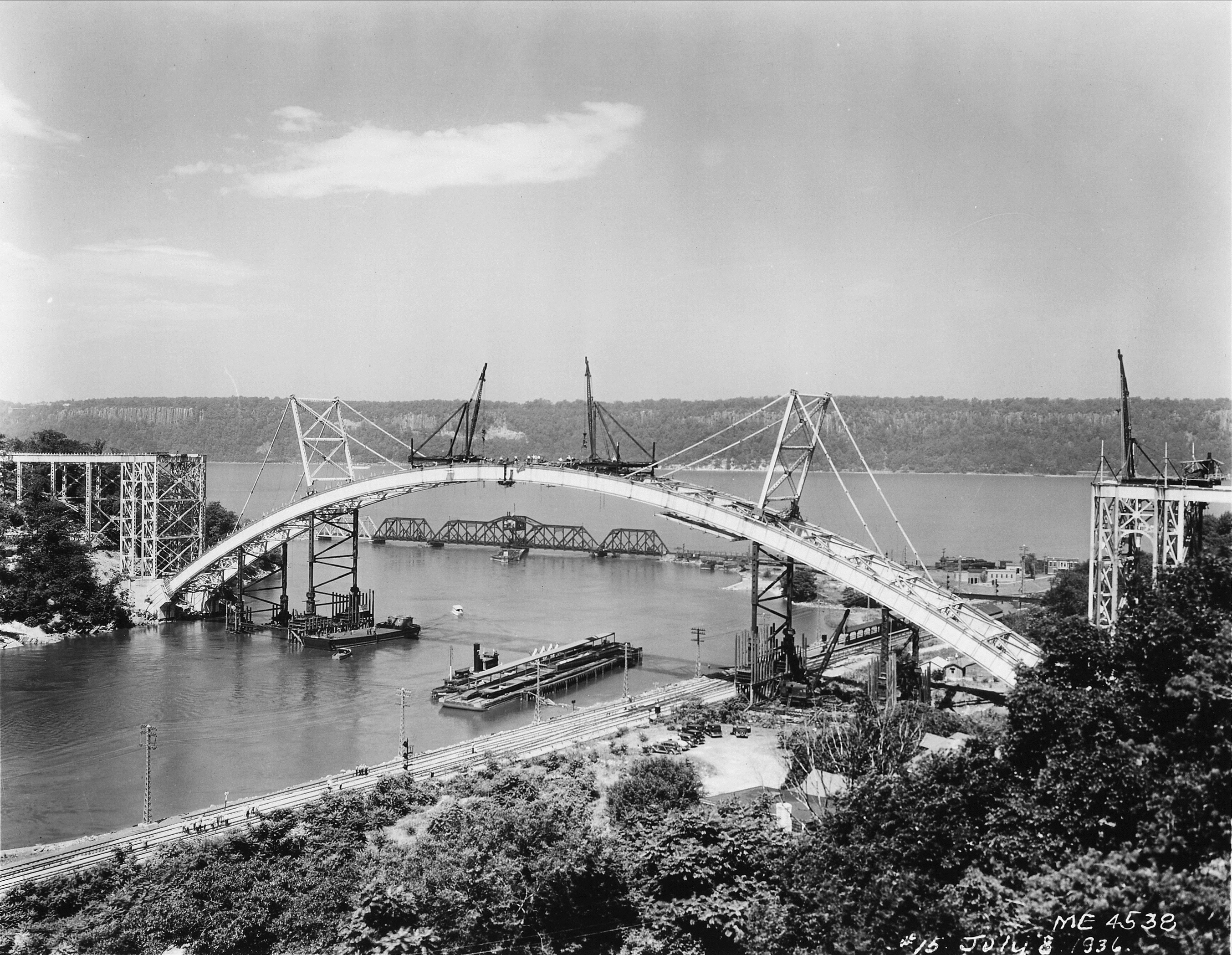
Die Henry Hudson Bridge im Bau

Schon 1930 plante Robert Moses den Henry Hudson Parkway, der von der Westseite Manhattans zu der Stadtgrenze New Yorks führen sollte. Baubeginn der nach dem Seefahrer Henry Hudson benannten Henry Hudson Bridge war im Juni 1935, die Fertigstellung am 12. Dezember 1936. Im Juli 1938 wurde die obere Ebene angeschlossen. 1940 fusionierte Robert Moses die Henry Hudson Parkway Authority zu der größeren Triborough Bridge Authority (heute MTA Bridges and Tunnels).

## Konstruktion

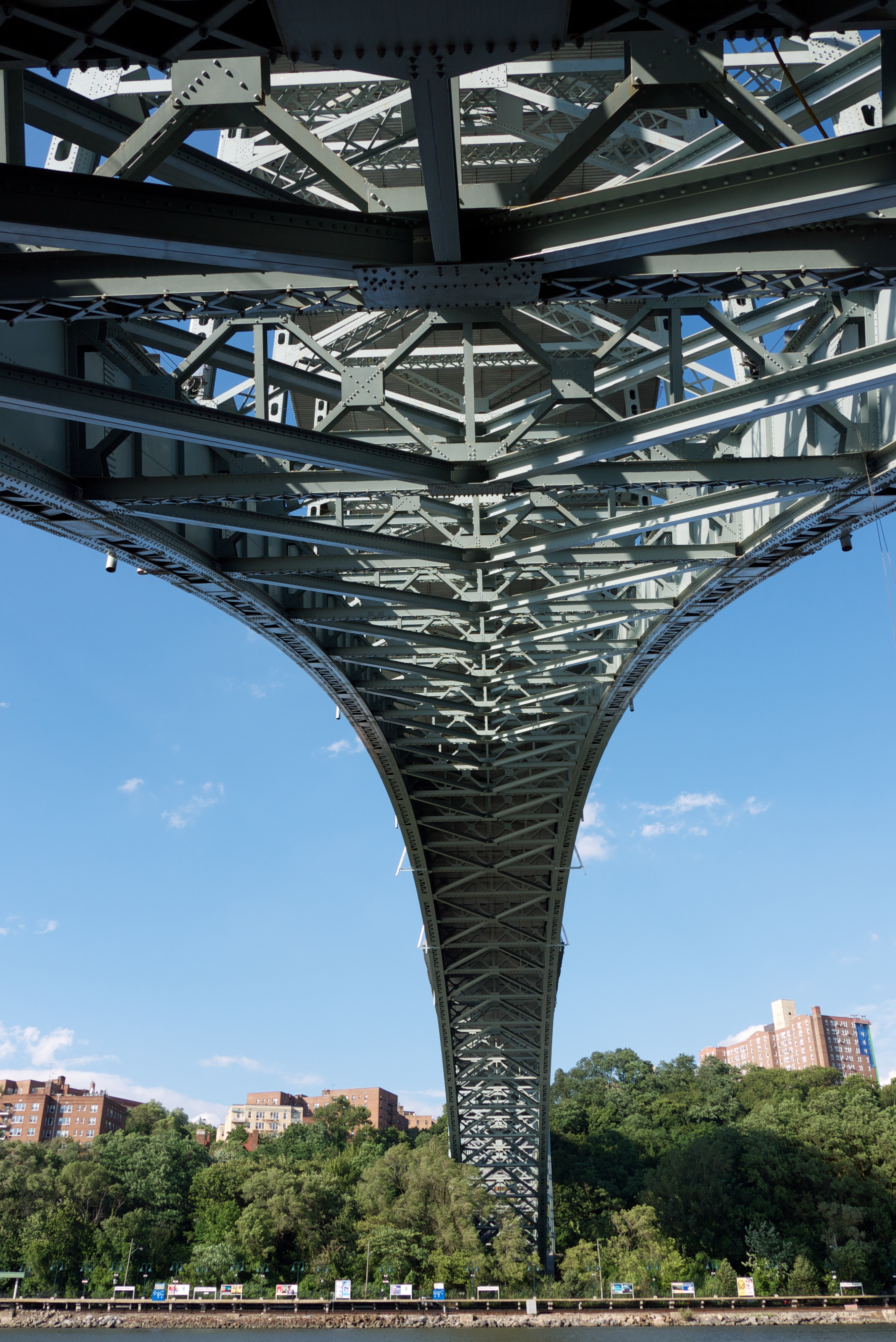
Unterseite der Henry Hudson Bridge

Die Brücke wurde von David B. Steinman entworfen und war mit einer Länge von 673 m bei der Eröffnung die längste Bogenbrücke der Welt. Sie besitzt einen Fußgängerweg und zwei Fahrbahnebenen, die insgesamt sieben Fahrspuren haben. Die obere Ebene dient dem Verkehr in die Bronx und die untere Ebene dem Verkehr nach Manhattan. Die Henry Hudson Bridge überspannt mit 256 Metern Stützweite und 44 Metern Höhe den Spuyten Duyvil Creek und verbindet Manhattan mit der Bronx. Sie ist Teil des Henry Hudson Parkway und ausgezeichnet als New York State Route 9A.